# Catherine Guesde
Catherine Guesde és una doctora en filosofia, crítica musical i música francesa. La seva recerca es centra en els gèneres musicals populars, marginals i, sovint, radicals com l'extreme metal i el noise.

## Trajectòria
Catherine Guesde va estudiar Filosofia a l'École Normale Supérieure de Lyon i a l'École des hautes études en sciences sociales. El 2019, va defensar la seva tesi doctoral a la Universitat de París I Panteó-Sorbona, amb el títol d'«Au-delà du principe de plaisir: à l’écoute des musiques extrême», sota la direcció de Danièle Cohn. El seu treball versa sobre l'estètica i el dolor d'escoltar l'anomenada «música extrema» talment el hardcore punk o el black metal, i com això reconfigura la qüestió del plaer musical.
És membre del duo musical de post-rock i música drone M[[O]]ON, i guitarrista del projecte unipersonal Cigvë.

## Obra publicada
- «L'éthique du hardcore». Multitudes, 51(4), 2012, pàg. 208-211.
- «Inconfort et création». WikiCréation, 11-06-2016. Arxivat de l'original el 2022-10-10 [Consulta: 10 octubre 2022].
- Guesde, Catherine. The Most Beautiful Ugly Sound in the World, À l’écoute de la noise (en francès). Musica Falsa, 2018 (Répercussions).
- «Approches du sauvage : la formation du goût pour le metal extrême». Volume !, 181(1), 2021, pàg. 137-148.

- Penser avec le Punk. PUF, 2022-08-31, p. 112 (laviedesidées.fr). ISBN 978-2-13-083388-8.